# Dean Woods
Dean Woods, född 22 juni 1966 i Wangaratta, Victoria, död 3 mars 2022, var en australisk tävlingscyklist som tog OS-guld i lagförföljelsen vid olympiska sommarspelen 1984 i Los Angeles och har ytterligare tre olympiska medaljer.